# Oeiras, Piauí
Oeiras là một đô thị thuộc bang Piauí, Brasil. Đô thị này có diện tích 2719,536 km², dân số năm 2007 là 35322 người, mật độ 12,99 người/km².